# Abercynon
Abercynon és una petita vila dins la Vall Cynon de Mid Glamorgan, Gal·les. Es compon de les poblacions d'Abercynon, Carnetown, Glancynon, Park View i Pontcynon.

## Història del ferrocarril

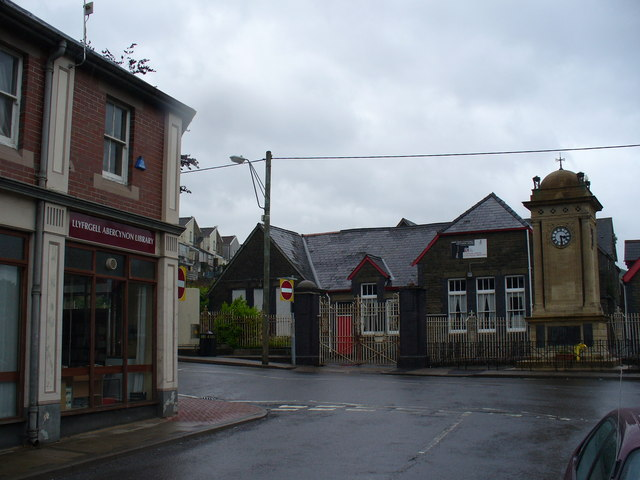
Vista d'Abercynon

Aquesta vila va tenir la primera estació d'arribada del ferrocarril quan el 21 de febrer de 1804, l'enginyer Richard Trevithick va fer circular una locomotora de vapor que portava una càrrega de ferro i també passatgers des de Penydarren dins Merthyr Tydfil. N'hi ha memorials a Penydarren i a l'exterior de l'estació de bombers d'Abercynon.